# دارکوب شاه‌بلوطی
دارکوب شاه‌بلوطی (نام علمی: Celeus castaneus) نام یک گونه از سرده دارکوب‌های خوش‌مو است.